# Fordyce (Aberdeenshire)
Fordyce ist eine schottische Ortschaft in der Council Area Aberdeenshire. Sie liegt in der traditionellen Grafschaft Banffshire etwa zwölf Kilometer westlich von Banff nahe dem Südufer des Moray Firth.

## Geschichte
Die Ortschaft wurde erstmals im Jahre 1272 urkundlich erwähnt. 1592 wurde das heute im Ortszentrum gelegene Tower House Fordyce Castle errichtet. Das Anwesen nördlich von Fordyce zählte im 16. Jahrhundert zu den Besitztümern des Clans Ogilvy, genauer der Ogilvys of Seafield. Vermutlich ließ James Abercrombie um 1770 dort das heutige Herrenhaus Glassaugh House errichten. George Smith stiftete die Einrichtung der Fordyce Academy. Die zwischenzeitlich geschlossene Schule genoss landesweit hohes Ansehen. Heute ist die Ortschaft als Conservation Area geschützt und ein beliebtes Touristenziel.
In der zweiten Hälfte des 19. Jahrhunderts lebten in Fordyce noch mehr als 4000 Personen. 1961 wurden dort noch 197 Einwohner gezählt. Zehn Jahre später war die Zahl bereits auf 145 abgesunken.

## Verkehr
Fordyce ist über eine untergeordnete Straße an das Straßennetz angeschlossen. Einen Kilometer nördlich verläuft die von Fraserburgh nach Fochabers führende A98. Innerhalb weniger Kilometer ist südöstlich auch die A95 (Banff–Aviemore) erreichbar.